# Geiselnahme an der Porte de Vincennes

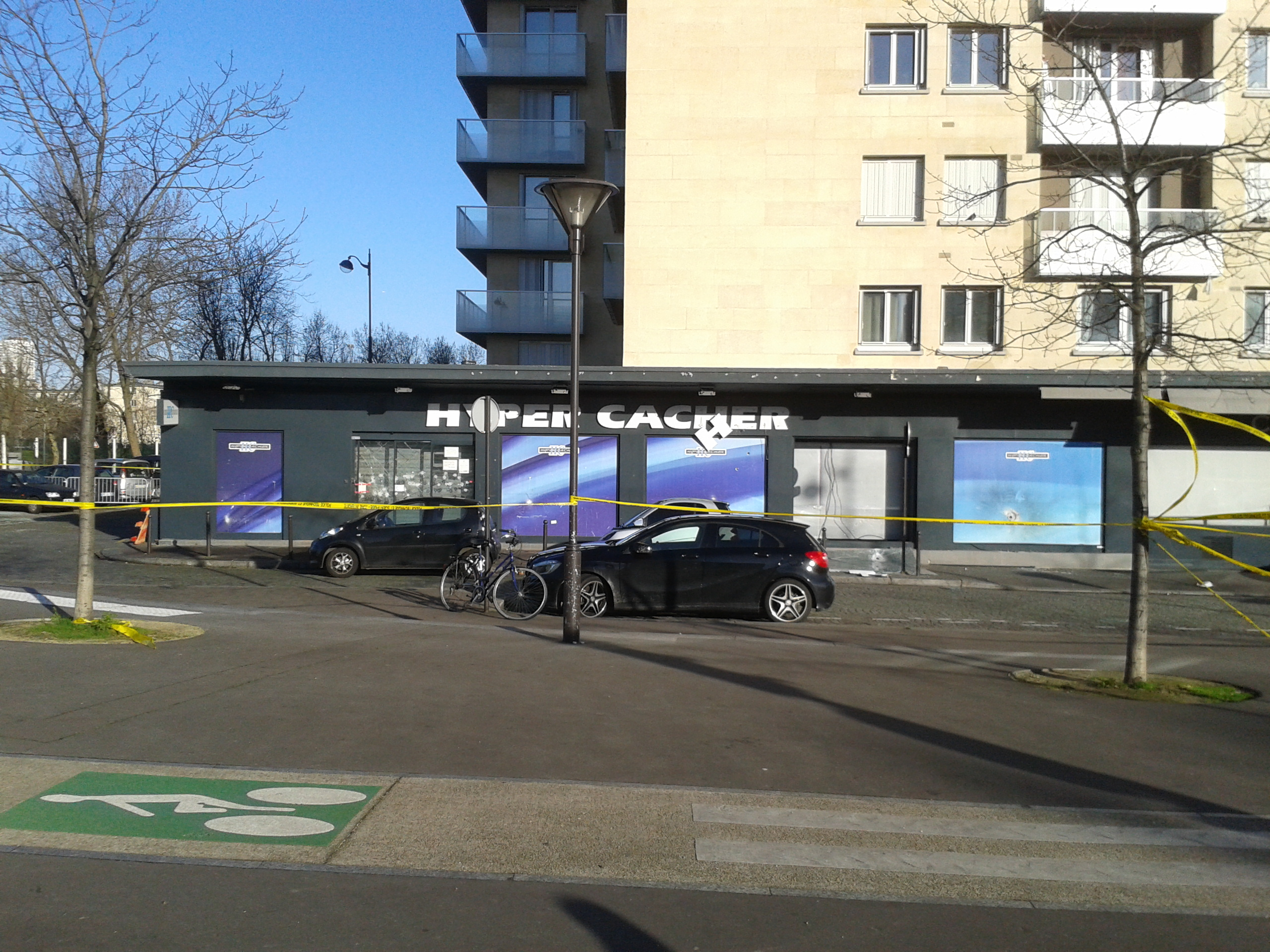
Der Ort der Geiselnahme

Die Geiselnahme an der Porte de Vincennes war ein islamistisch motivierter Terroranschlag, der am 9. Januar 2015 in Paris auf einen Supermarkt für koschere Waren nahe der Métro-Bahnstation Porte de Vincennes verübt wurde. Der Attentäter Amedy Coulibaly ermordete vier Juden und nahm weitere als Geiseln. Der Täter bekannte sich telefonisch zu der Organisation „Islamischer Staat“ und erklärte, sein Vorgehen stehe in Verbindung mit dem Anschlag auf das Satiremagazin Charlie Hebdo zwei Tage zuvor, dessen Täter zur Zeit von Coulibalys Geiselnahme noch flüchtig waren. Er wurde bei der Erstürmung des Supermarktes durch die Polizei erschossen.
Aus Protest gegen die Terroranschläge erfolgten Trauermärsche („Märsche der Republik“) am 10. und 11. Januar 2015, gefolgt von einer Zeremonie in der Großen Synagoge in Paris am 11. Januar 2015 und einem Begräbnis am 13. Januar 2015 in Israel.

## Verlauf

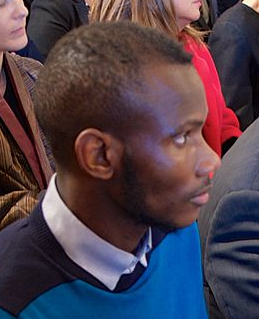
Lassana Bathily, der mehrere jüdische Geiseln versteckte

Am 9. Januar 2015 überfiel Coulibaly, der am Vortag bereits die 26-jährige Stadtpolizistin Clarissa Jean-Philippe in Montrouge erschossen hatte, gegen 13 Uhr an der Porte de Vincennes im Osten von Paris einen koscheren Supermarkt (Lage) und nahm mehrere Geiseln. Coulibaly forderte freien Abzug für die Charlie Hebdo-Attentäter Saïd und Chérif Kouachi, die sich nach einer zweitägigen Flucht zeitgleich in einer Druckerei in Dammartin-en-Goële verschanzt hatten. Bei einem Polizeieinsatz drohte Coulibaly mit der Tötung der Geiseln. Einige davon konnten ihre Angehörigen anrufen; von diesen erhielten die Spezialeinheiten deren Telefonnummern und konnten über Rückrufe Angaben zur Bewaffnung Coulibalys erhalten sowie Verhaltensregeln für den Fall einer Erstürmung durchgeben.
In einem Telefonat mit dem TV-Sender BFM TV sagte Coulibaly, er habe sich mit den Kouachi-Brüdern „für den Anfang dieser Operationen abgesprochen“; er kämpfe für die Organisation IS (Islamischer Staat). Auch in einem nachträglich aufgetauchten Video bekannte sich Coulibaly zu seinen Taten und der Absprache. Er gab zudem an, „wegen der Juden“ gezielt diesen Supermarkt ausgesucht und vier Personen getötet zu haben. Der Sender RTL konnte nach einem Anrufversuch mithören, wie Coulibaly mit einigen Geiseln diskutierte und seine Taten als Vergeltung für die Intervention in Mali und den Kampf gegen den IS im syrischen Bürgerkrieg rechtfertigte: Wenn man die Muslime im Ausland nicht angegriffen hätte, wäre er, ein in Frankreich Geborener, jetzt nicht hier.
Kurz nach Beginn des Schusswechsels in Dammartin-en-Goële wurde der Pariser Supermarkt gestürmt; Coulibaly wurde beim Zugriff durch die BRI und RAID gegen 17 Uhr getötet. Dabei schoss er mit der Kalaschnikow und einer Skorpion-Maschinenpistole um sich. Im Supermarkt fanden sich noch zwei Tokarew-Pistolen und etwa fünfzehn Sprengstoffstangen sowie vier Zündvorrichtungen, die als Sprengfallen vorbereitet waren. Bei der Erstürmung wurden drei Polizisten, aber keine Geiseln verletzt. Kurzzeitig nahm man an, dass Coulibalys Lebensgefährtin Hayat Boumeddiene am Überfall auf den Supermarkt beteiligt war; später wurden Indizien dafür bekannt, dass sie bereits am 2. Januar von Madrid nach Istanbul geflogen war. Dem Signal ihres Handys zufolge überquerte sie am Tag des Anschlags die Grenze zu Syrien in ein Gebiet, das vom IS kontrolliert wird.
Der in Mali geborene Muslim Lassana Bathily (* 27. Juni 1990 in Kayes), ein Angestellter des Geschäfts, der nachträglich für seine Verdienste ausgezeichnet und mit der französischen Staatsbürgerschaft belohnt wurde, führte während der Geiselnahme mehrere Juden über eine Wendeltreppe in den Keller, wo sich zwei Kühlräume befanden. Bathily deaktivierte das Kühlsystem und konnte eine Gruppe von sechs Personen, darunter ein Baby, in einem der beiden Kühlraume unterbringen, wo sie über vier Stunden lang vor dem Zugriff des Geiselnehmers sicher waren. Dies war besonders deswegen möglich, weil dieser Kühlraum von innen verschließbar war. Andere Geiseln, die versucht hatten, sich in einem zweiten Kühlraum zu verstecken, wurden jedoch von Coulibaly entdeckt. Dies war der Tatsache geschuldet, dass der zweite Kühlraum von innen nicht abzuschließen war. Diese Geiseln wurden gezwungen, nach oben zu gehen und sich in die Gewalt des Geiselnehmers zu begeben.
Die vier Getöteten waren jüdische Franzosen: Yohan Cohen (22, Angestellter des Supermarkts), Yoav Hattab (21, Elektriker), Philippe Braham (45, IT-Berater und Lehrer) und François-Michel Saada (64, pensionierter Manager). Sie waren bereits vor dem Zugriff der Polizei ermordet worden. Cohen und Hattab waren bei dem Versuch erschossen worden, dem Täter eine seiner Waffen abzunehmen.

## Reaktionen

### Märsche der Republik

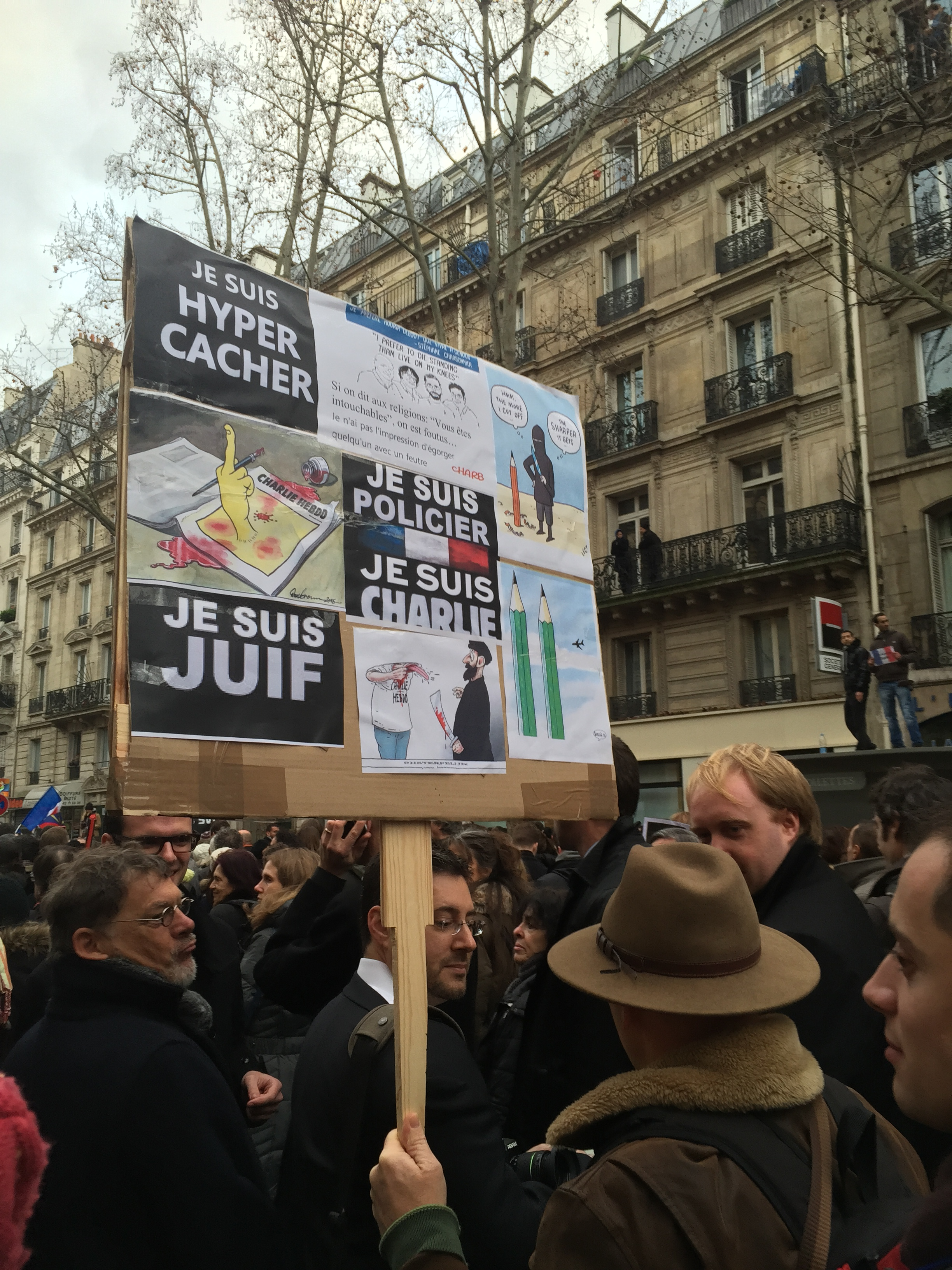
10. und 11. Januar 2015: marches républicaines: „Je suis Hyper Cacher“ („Ich bin Hyper Cacher“) und „Je suis Juif“ („Ich bin Jude“).

Am 10. und 11. Januar 2015 demonstrierten in Frankreich bei den Märschen der Republik (französisch marches républicaines) zusammen mehr als vier Millionen Menschen gegen die Terroranschläge vom 7. und 9. Januar in Paris. Am Trauermarsch am 11. Januar in Paris nahmen mehr als 50 hochrangige Politiker, darunter 44 Staats- und Regierungschefs, aus dem Ausland teil. Bei den Demonstrationen trugen die Menschen Schilder mit Aufschriften wie Je suis Hyper Cacher („Ich bin Hyper Cacher“) und Je suis Juif („Ich bin Jude“), angelehnt an den Slogan Je suis Charlie nach dem Anschlag auf die Redaktion der Satirezeitschrift.

### Zeremonie in der Großen Synagoge in Paris
Nach den Märschen der Republik erfolgte am Sonntag, dem 11. Januar 2015, zum Gedenken an die ermordeten Juden eine Zeremonie in der Pariser Großen Synagoge. Dabei empfing Roger Cukierman – Präsident des französischen Dachverbands jüdischer Organisationen CRIF und Vizepräsident des Jüdischen Weltkongresses – den Präsidenten der französischen Republik François Hollande, den israelischen Ministerpräsidenten Benjamin Netanjahu, den französischen Premierminister Manuel Valls, den französischen Innenminister Bernard Cazeneuve, die französische Justizministerin Christiane Taubira, die Präsidenten der beiden Parlamentskammern, Claude Bartolone (Nationalversammlung) und Gérard Larcher (Senat), die Pariser Bürgermeisterin Anne Hidalgo sowie den ehemaligen Staatspräsidenten Nicolas Sarkozy.
Psalmen wurden vorgetragen, danach sprachen der Präsident des Consistoire central israélite, Joël Mergui, und anschließend der Oberrabbiner von Frankreich Haïm Korsia.

### Begräbnis auf dem Har HaMenuchot

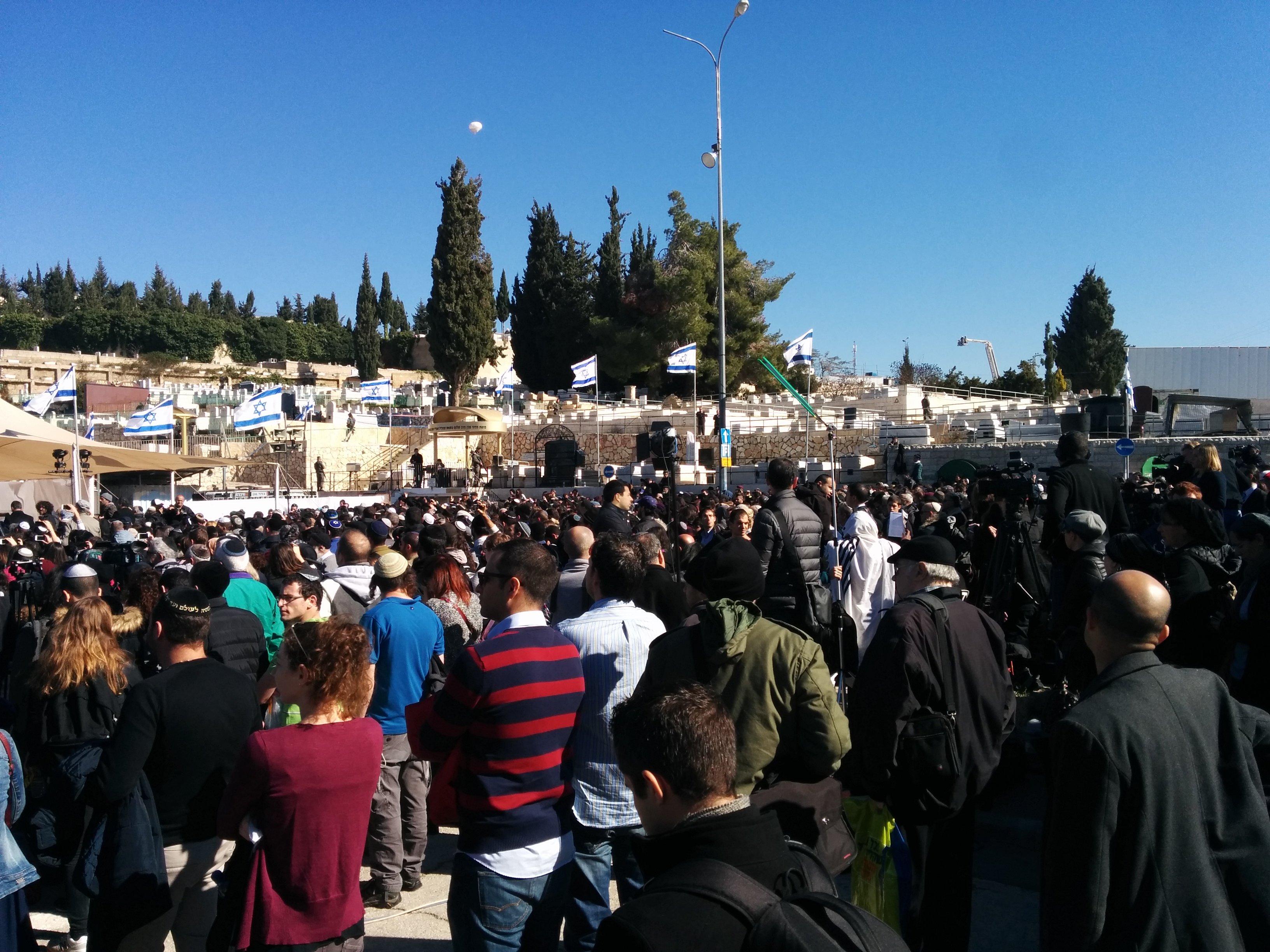
13. Januar 2015: Begräbnis auf dem Har HaMenuchot

Die vier jüdischen Opfer wurden am 13. Januar 2015 auf dem Jerusalemer Friedhof Har HaMenuchot (hebräisch הר המנוחות) begraben.
Tausende Menschen nahmen am Begräbnis teil. Viele trugen Schilder, auf denen Aufschriften wie „Je suis Juif“ oder „Je suis Israélien“ und Fotos der vier Ermordeten zu sehen waren. Bei dem Begräbnis waren auch viele Politiker anwesend, darunter der israelische Ministerpräsident Benjamin Netanjahu, der israelische Staatspräsident Reuven Rivlin sowie die französische Umweltministerin Ségolène Royal.
Rivlin bat laut Renée Ghert-Zand die Welt um Hilfe gegen die „tollwütige antisemitische Hetze“. Dabei rief Rivlin erneut die Juden Frankreichs dazu auf, in ein Land einzuwandern, das sicherer als Frankreich sei. Netanjahu meinte, dass Juden das Recht hätten, in vielen Ländern sicher zu leben. Aber echte Sicherheit könne nur Israel gewährleisten.
Ségolène Royal verlieh dabei den Opfern posthum den Orden der Ehrenlegion der französischen Republik und erklärte: „Der Antisemitismus hat keinen Platz in Frankreich. Ich möchte Ihnen versichern, dass die französische Regierung konsequent und entschlossen gegen jegliche Form des Antisemitismus in Frankreich vorgehen wird.“

### Weitere Reaktionen

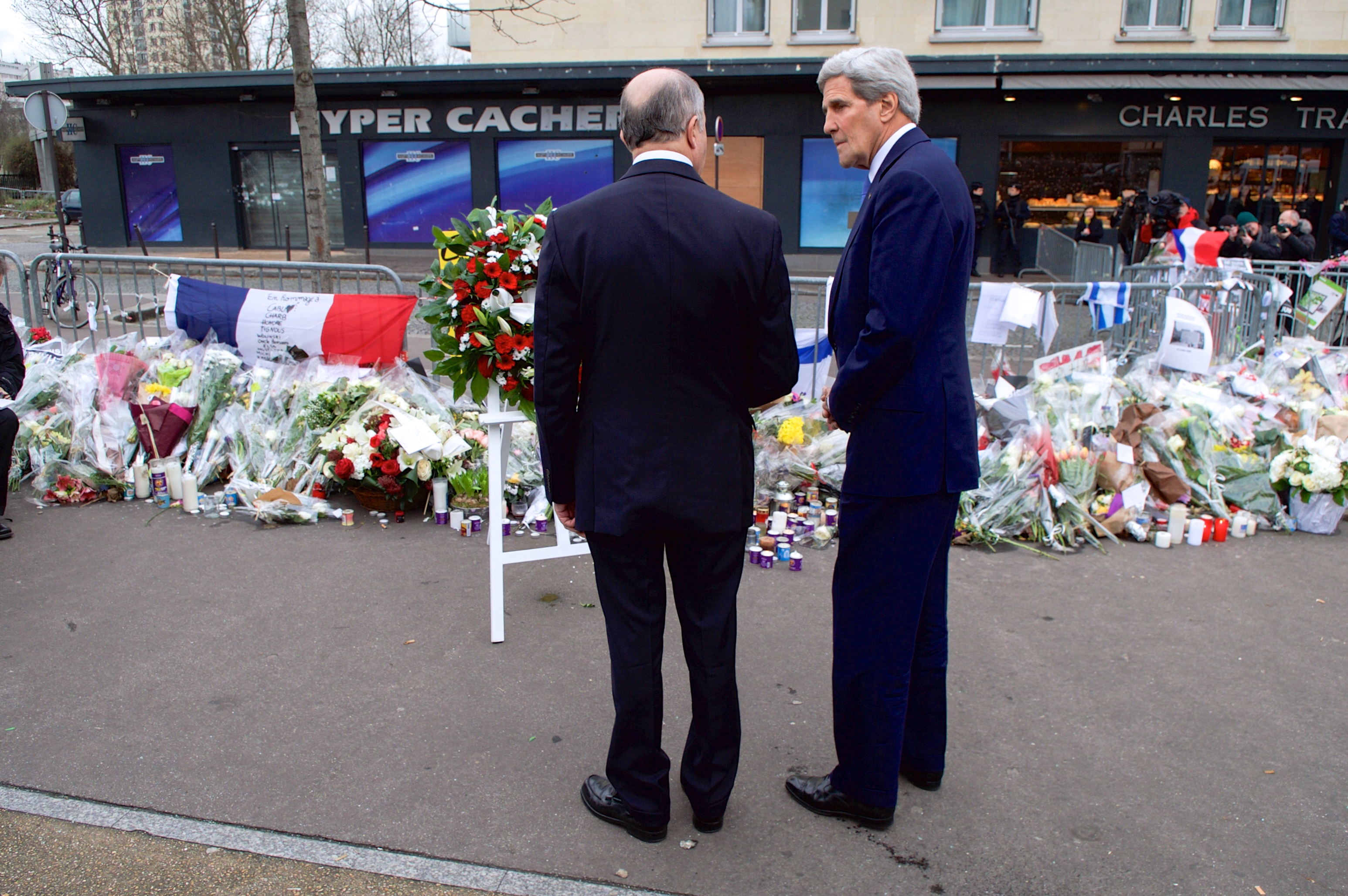
John Kerry und Laurent Fabius legen Kränze vor dem jüdischen Supermarkt in Paris ab.

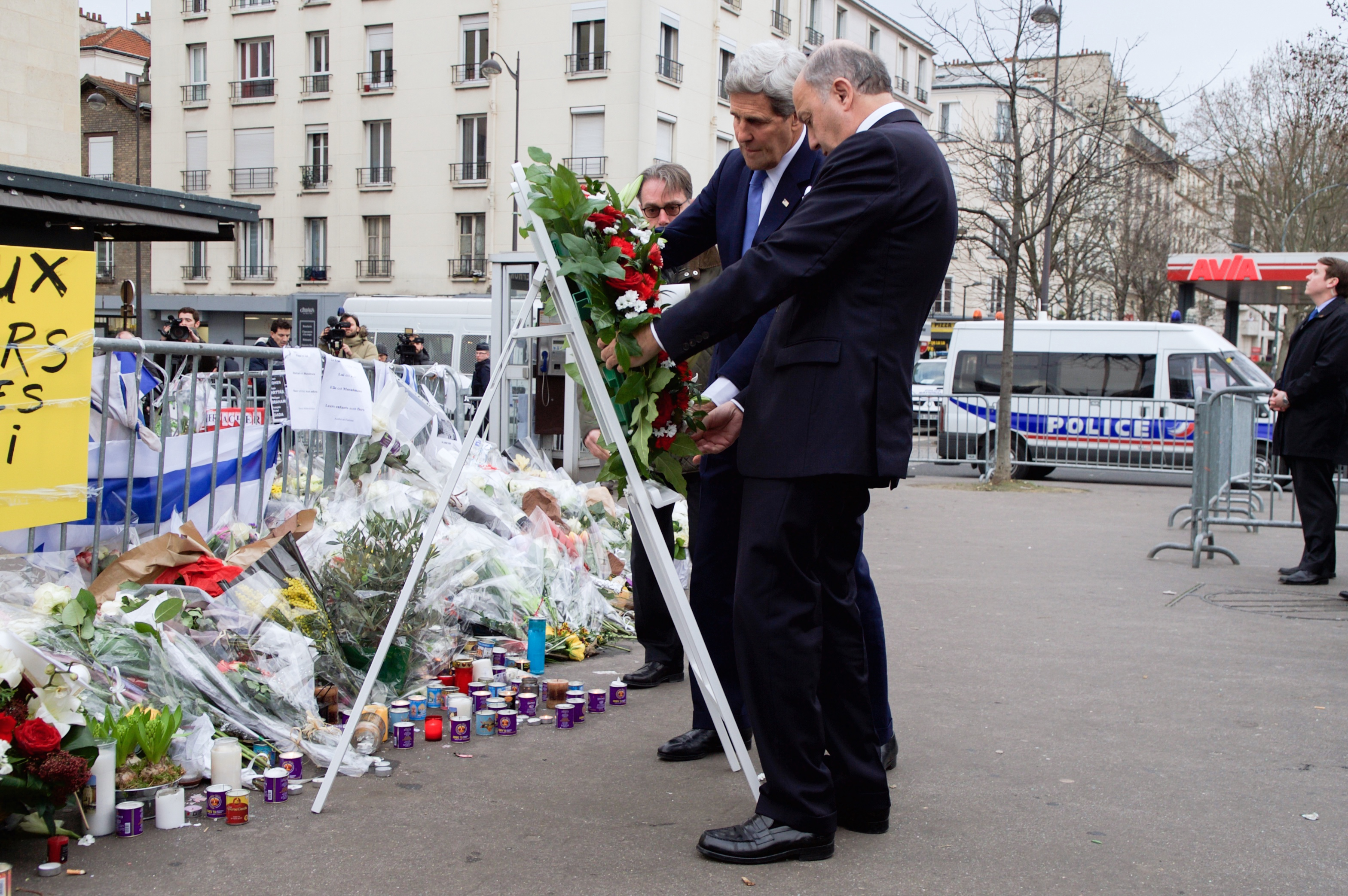
John Kerry und Laurent Fabius, 16. Januar 2015

Präsident François Hollande bezeichnete den Anschlag als einen „erschreckenden Akt des Antisemitismus.“ Israels Außenminister Avigdor Lieberman gab eine Erklärung ab und sagte, dass der Anschlag „nicht nur gegen das französische Volk oder gegen die französischen Juden gerichtet ist, sondern gegen die gesamte freie Welt. Dies ist ein weiterer Versuch der dunklen Kräfte des radikalen Islam, den Horror und Terror im Westen zu entfesseln. Die gesamte internationale Gemeinschaft muss stark und entschlossen dem Terror gegenübertreten.“ Hamas verurteilte offiziell den Angriff auf Charlie Hebdo, aber billigte schweigend den Angriff auf den jüdischen Supermarkt Hyper Cacher. Die Facebookseite von „Al-Rasalah“ lobte den Anschlag. Laut Arutz Sheva sei die Facebookseite der Hamas zuzuordnen.
Der französische Komiker und politische Aktivist Dieudonné verglich sich auf Facebook mit Coulibaly und meinte: „Ich fühle mich wie Charlie Coulibaly.“ Daraufhin wurde er festgenommen und von der französischen Polizei verhört. Zudem leitete die Pariser Staatsanwaltschaft ein Ermittlungsverfahren gegen Dieudonné wegen „Verteidigung des Terrorismus“ ein. In diesem Zusammenhang bemerkte der französische Premierminister Manuel Valls, dass „Rassismus, Antisemitismus und die Terror-Apologetik Verbrechen sind“. Er fügte hinzu, dass Antisemitismus nicht von der Meinungsfreiheit gedeckt werde. US-Präsident Barack Obama äußerte in einem Interview seine tiefe Besorgnis über „eine Reihe von gewalttätigen und bösartigen Fanatikern, die Menschen enthaupten oder willkürlich Leute in einem Lebensmittelgeschäft in Paris erschießen.“ Verschiedene Politiker legten Kränze vor dem jüdischen Supermarkt ab, so am 16. Januar US-Außenminister John Kerry in Anwesenheit des französischen Außenministers Laurent Fabius. Am 20. Januar legte auch der New Yorker Bürgermeister Bill de Blasio, begleitet von Anne Hidalgo, einen Kranz dort nieder.